# Sternotomis ducalis
Espèce
Synonymes
- Lamia ducalis Klug, 1835
- Sternotomis aper Percheron, 1836
- Sternotomis ducalis var. philosophica (Thomson) Thomson, 1857
- Sternotomis philosophica Thomson, 1857
- Ultiolemur ducalis (Klug) Allard, 1993

Sternotomis ducalis est une espèce de coléoptères ouest-africains appartenant à la famille des Cerambycidae (longicornes).

## Description
Le corps de Sternotomis ducalis peut atteindre 28 à 34 mm de long. Sa tête et son pronotum sont principalement noirs, tandis que la surface de ses élytres varie du jaune-verdâtre au rougeâtre. Ses fémurs et tibias sont généralement noirs. Ses antennes sont noires et plus longues que le corps.

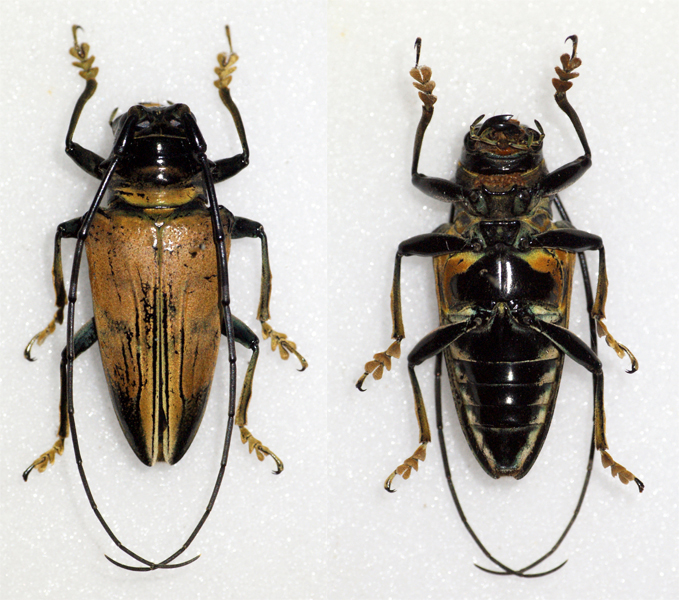
Femelle vue de dessus et de dessous (île Principe).

## Distribution
Cette espèce se trouve en Gambie, au Sénégal  et à São Tomé et Príncipe.